# Święty Alojzy Gonzaga medytujący
Święty Alojzy Gonzaga medytujący (hiszp. San Luis Gonzaga meditando en su estudio ante un crucifijo) – obraz olejny hiszpańskiego malarza Francisca Goi przedstawiający świętego Alojzego Gonzagę w trakcie medytacji. Na początku swojej kariery Goya przedstawił świętego na obrazie Ustanowienie świętego Alojzego Gonzagi patronem młodych.

## Okoliczności powstania
Obraz ołtarzowy o dużych rozmiarach 261 × 160 cm powstał dla kościoła sióstr wizytek nowych w Madrycie (Igelsia de las Salesas Nuevas). Został ufundowany przez Manuelę Centurión, księżną Villena y Estepa w 1798. Księżna sponsorowała także budowę nowego klasztoru wizytek, ukończonego w 1801.

## Atrybucja
W 1927 krytyk sztuki Elías Tormo w artykule Kościoły starego Madrytu przypisał obraz Agustínowi Esteve. Esteve był autorem obrazów głównego ołtarza i zakrystii w kościele sióstr wizytek nowych w Madrycie. W późniejszym komentarzu i korekcie do jego artykułu historyczka sztuki Maria Elena Gómez Moreno podtrzymała tradycyjną atrybucję Goi. W 1979 historyk José Gudiol przeprowadził pierwszą współczesną analizę dzieła i potwierdził autorstwo Goi, podobnie jak Torralba w 1991 w prezentacji dla Museo de Zaragoza.

## Opis obrazu
Święty Alojzy Gonzaga był włoskim arystokratą (dziedzicem markiza Castiglione), który w młodości wybrał życie zakonne i wstąpił do Towarzystwa Jezusowego. Obraz przedstawia świętego w trakcie medytacji przed krucyfiksem. Ma na sobie długi, ciemny habit jezuitów. Nabożnie trzyma krzyż poprzez biały materiał. Na stole, o który lekko opiera się święty, widoczna jest czaszka i włosiennica – symbole ascetyzmu, oraz korona i trzymana przez niego gałązka lilii – symbole odpowiednio bogactwa doczesnego i czystości. Nawiązują do faktu, że młody arystokrata odrzucił bogactwo i wybrał życie w czystości. Za nim widoczne jest duże okno, przez które do pokoju wpada dzienne światło. Jednocześnie światło emanujące od krucyfiksu otacza głowę świętego. Goya stwarza mroczną atmosferę i efekt gry świateł: naturalnego i nadprzyrodzonego. Ciężkie zasłony podkreślają teatralność sceny.

## Proweniencja
Od czasu powstania obraz znajdował się w kościele sióstr wizytek nowych w Madrycie. W 1936 w czasie hiszpańskiej wojny domowej obraz został poważnie uszkodzony, zniszczenia zajmowały czwartą część jego powierzchni. W latach 40. wizytki sprzedały dzieło madryckiemu antykwariuszowi Luisowi Morueco. Morueco zlecił restaurację uszkodzonego obrazu Franciscowi Recasens. W 1991 rząd Aragonii zakupił dzieło w antykwariacie Morueca i zdeponował w Museo de Zaragoza. W 1975 został ponownie odrestaurowany w Instytucie Sztuki Hiszpańskiej Amatller w Barcelonie.